# Muralles de Canet lo Roig
Les restes de la Muralla de Canet lo Roig, a la comarca del Baix Maestrat, estan formats per unes poques restes de llenços de muralles i passos a través d'ella, disseminats al llarg del nucli més antic de la població, i es troben catalogats, de manera genèrica, com Bé d'Interès Cultural, amb codi: 12.03.036-003.

## Descripció
Les muralles de Canet lo Roig daten de l'època en què el nucli poblacional constituïa una mera alqueria musulmana. Com sol ocórrer amb molts recintes emmurallats, s'ha anat perdent i passant o bé a formar part d'habitatges o a ser derruïts per ampliar els carrers. En el sac de Canet lo Roig amb prou feines queden dos dels portals que en l'actualitat són mers arcs o passadissos entre habitatges. També poden trobar-se algunes restes de llenç però estan molt deteriorats.